# Michalina Wisłocka
Michalina Wisłocka /mʲi.xaˈlʲi.na viˈswɔt͡ska/ (Lodz, 1 de julio de 1921 – Varsovia, 5 de febrero de 2005) fue una médica especialista en ginecología y destacada sexóloga polaca. Su libro El Arte de Amar (Sztuka kochania), lanzado en 1976, en pleno auge internacional de la revolución sexual, se convirtió en un superventas. Es una guía sexual para parejas, que inició una mayor apertura en materia de sexo y vida sexual en Polonia..

## Biografía
Nacida en una familia de intelectuales, que tras la ocupación del país por los nazis fue deportada por el Gobierno General a Cracovia. Se casó con el químico Stanislaw Wislocki, en Varsovia, donde ambos trabajaron y vivieron hasta el comienzo del Alzamiento de Varsovia, en 1944. En 1952, se graduó en Medicina, en  1959 fue reconocida como especialista en ginecología y obstetricia y en 1969 recibió su diploma de doctorado en Ciencias Médicas en la Academia Médica de Varsovia. Fue cofundadora de la Sociedad de la Maternidad Consciente, en la que se ocupó del tratamiento de la infertilidad y la anticoncepción. Después, dirigió la primera clínica polaca de consejería materna, en el Instituto Madre e Hijo, en Varsovia. En los años 1970 fue jefa del Laboratorio de Citodiagnóstico de la Sociedad de Planificación Familiar, organización polaca fundada en 1957, dedicada a apoyar la educación sexual de los jóvenes, a través de la ayuda  a individuos y parejas en situaciones críticas y con oferta de cuidados de la salud sexual y reproductiva. 
El 9 de septiembre de 1997, fue premiada con la Cruz de Caballero de la Orden Polonia Restituta, una de las más elevadas condecoraciones del país.
Murió en el Hospital de Varsovia en Solcu debido a complicaciones, después de un infarto de miocardio. Fue enterrada el 11 de febrero de 2005 en el Cementerio Evangélico de Augsburgo, en Varsovia.

## Homenajes
"El Arte de Amar", segunda película de María Sadowska, es un biopic y retrato sobre la primera experta en sexo de su país, protagonizado por Magdalena Boczarska, Piotr Adamczyk, y Justyna Wasilewska. El film recorre el contexto represivo y opresivo desde el año 1945 durante la Segunda Guerra Mundial, hasta 1976, cuando finalmente logra publicar el libro que fue best seller en el año 1976 vendiendo más de 7 millones de ejemplares. 
El largometraje vendió más de 1,7 millones de entradas, lo que le convierte en el más popular de Polonia en 2017.

## Obras
- Technika zapobiegania ciąży (Técnicas de prevención, 1959)
- Metody zapobiegania ciąży (Métodos de prevención del embarazo, 1976)
- Sztuka kochania (El Arte de Amar, 1978), ISBN 83-207-0488-X
- Kultura miłości (Cultura del amor, 1980)
- Kalejdoskop seksu (Caleidoscopio del sexo, 1986), ISBN 83-03-01447-1
- Sztuka kochania: w dwadzieścia lat później (El arte de amar: veinte años después, 1988), ISBN 83-207-1371-4
- Sztuka kochania: witamina „M” (El arte de amar: vitamina M, 1991), ISBN 83-207-1376-5
- Sukces w miłości (Éxito en el amor, 1993), ISBN 83-85249-24-9
- Malinka, Bratek i Jaś (1998), ISBN 83-7180-862-3
- Miłość na całe życie: wspomnienia z czasów beztroski [8] (Amor para toda la vida: recuerdos de tiempos despreocupados, 2002), ISBN 83-7311-201-4